# میک فان خینهویزن
میک فان خینهویزن (انگلیسی: Miek van Geenhuizen؛ زادهٔ ۱۷ دسامبر ۱۹۸۱) بازیکن هاکی روی چمن اهل هلند است.